# Gemeses
Gemeses est une paroisse civile portugaise (en portugais : freguesia) de la municipalité d'Esposende dans le district de Braga.

## Géographie
Gemeses se trouve sur la rive nord du Cávado, qui sert de frontière naturelle avec Fonte Boa e Rio Tinto.

## Démographie
Lors du recensement de 2021, Gemeses compte 1 113 habitants. C'est ainsi la paroisse la moins peuplée de la municipalité d'Esposende.